# John Deasy

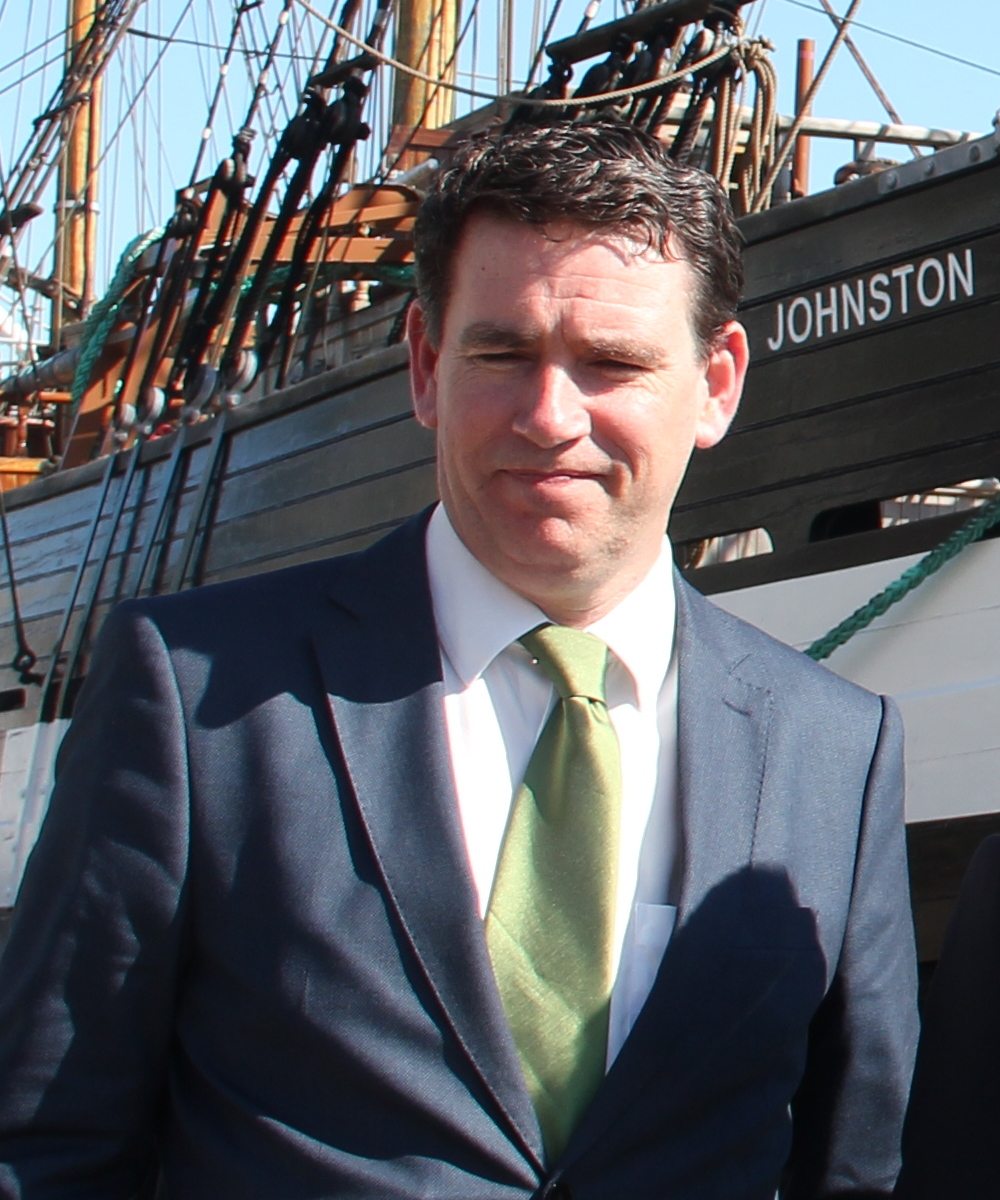
John Deasy (2015)

John Deasy (* 8. Oktober 1967 in Dungarvan, County Waterford) ist ein irischer Landwirt und Politiker der Fine Gael.

## Biografie
Deasy wuchs in Stradbally und in Dungarvan auf. Sein Vater war der frühere Landwirtschaftsminister Austin Deasy.
Deasy studierte an der Mercyhurst University in Erie (Pennsylvania, USA) und schloss mit dem Bachelor of Arts in Geschichts- und Kommunikationswissenschaften ab. 1990 wurde er Mitarbeiter des republikanischen Senators John Heinz und etwas später bei dem republikanischen Abgeordneten Ronald Machtley. 1997 kehrte Deasy nach Irland zurück und studierte am University College Cork Rechtswissenschaften.
1999 wurde Deasy erstmals in den Waterford County Council gewählt. Bei den Wahlen zum Dáil Éireann 2002 war er dann erfolgreich und konnte erstmals als Abgeordneter (Teachta Dála) im Wahlkreis Waterford einen Sitz erringen. Diesen Sitz konnte er bei den Wahlen 2007, 2011 und 2016 verteidigen. Bei den Wahlen 2020 trat er nicht mehr an. Seine Partei hatte Paudie Coffey nominiert.

## Privatleben
John Deasy ist mit Maura Derrane verheiratet, mit der er ein Kind hat.